# Sosucam
La Sosucam ou Société sucrière du Cameroun est une entreprise agro-industrielle sucrière établie dans la région Centre du Cameroun depuis 1964. La société est une filiale à 74%  du groupe français Somdiaa, dirigé par Alexandre Vilgrain, et à 26% par l'État du Cameroun.

## Histoire

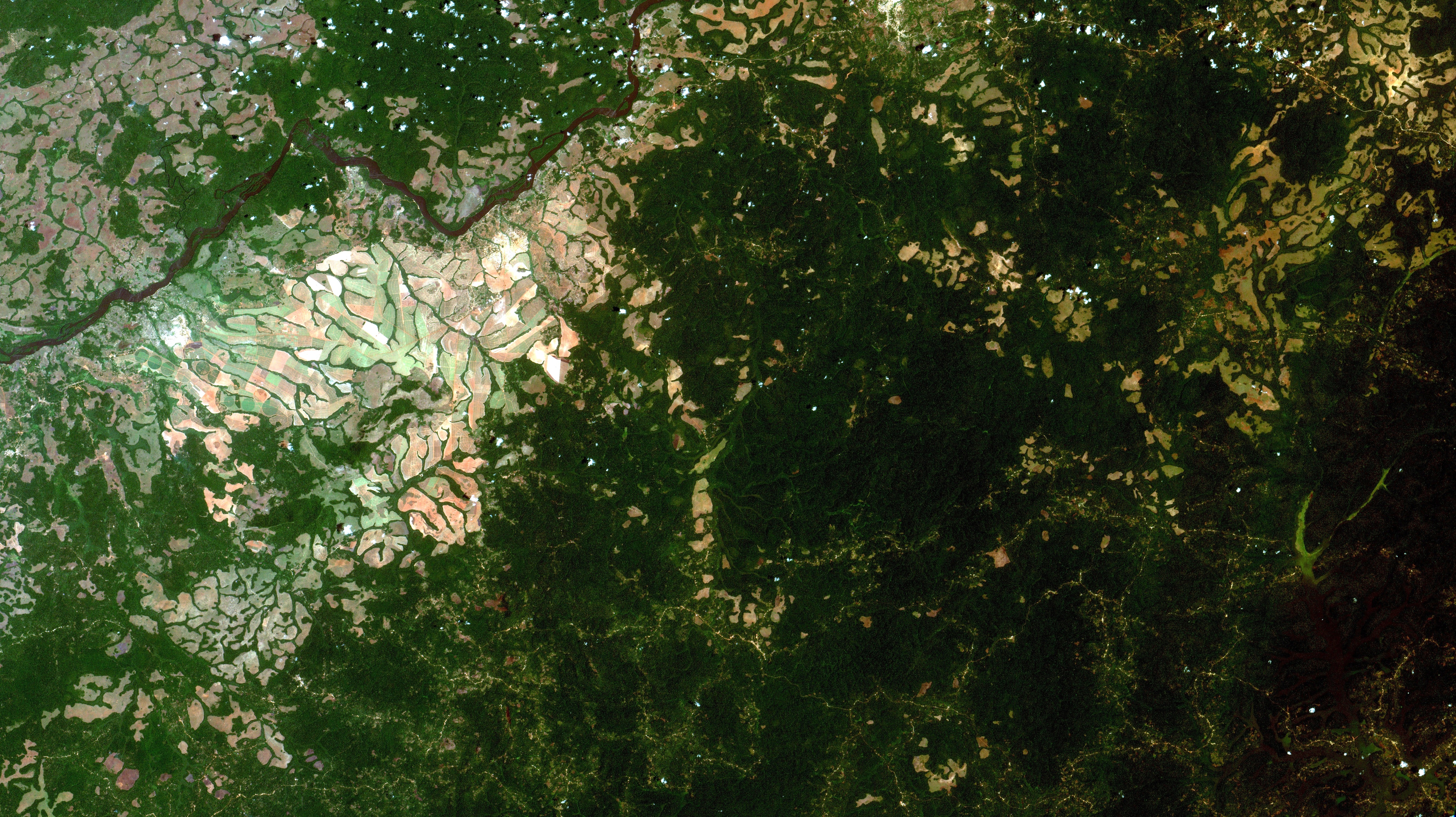
Vue aérienne des plantations de Mbandjock.

Elle est implantée à Mbandjock et Nkoteng, dans la Haute-Sanaga, où sont exploitées les deux sucreries sur une plantation de 18 700 hectares de canne à sucre. Elle a été dirigée plusieurs années par le camerounais Louis Yinda.

## Produits
Ses activités principales sont la culture de la canne à sucre, la transformation industrielle, la raffinerie de sucre et le conditionnement en morceaux, Doypack, sachet 1 kg et bûchettes de sucres blanc et blond.
Le sucre de la Sosucam est commercialisé depuis 2009 sous la marque « Princesse Tatie ».
Elle fournit les pays comme le Tchad, les usines brassicoles du Cameroun telles les Brasseries du Cameroun, Guinness.

## Chiffres clés

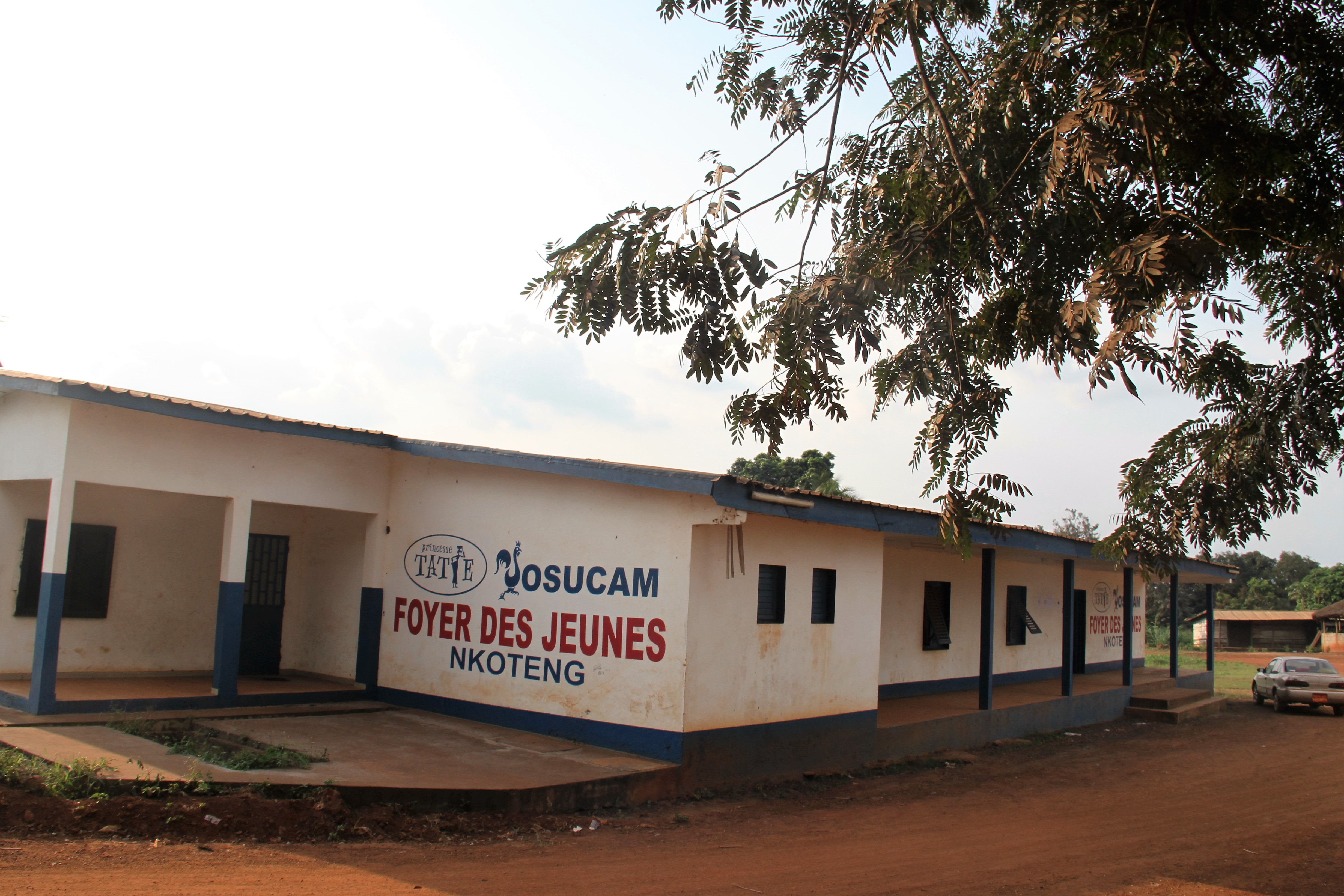
Foyer des Jeunes Sosucam à Nkoteng.

Le siège social, créé en 1964, se trouve à Yaoundé. L'entreprise est certifiée ISO 9001.
En 2009, la Sosucam était le troisième employeur du Cameroun avec plus de 7 000 salariés saisonniers et 1 500 permanents. La société est une filiale du groupe français Société d'Organisation de Management et de Développement des Industries Alimentaires et Agricoles (Somdiaa) S.A avec 72,72% d’actions, soit de 13.925.000.000 francs Cfa au capital.
Elle se plaint de la contrebande de 5 000 tonnes de sucre qui passent par les frontières poreuses avec le Nigeria. D'un autre côté, des riverains se sont déjà plaints des produits chimiques pulvérisés dans les champs et des eaux usées rejetées. La société est autonome pour sa production d'électricité avec 4 Mwh d’énergie produite à partir des déchets de canne à sucre.

## Mises en cause
La Sosucam est régulièrement mise en cause par la société civile camerounaise dans des problèmes environnementaux et sociaux.
En 2021, le Point de Contact National français de l'OCDE est saisi par une ONG et 14 organisations villageoises pour les nuisances sonores et olfactives, la destruction des cultures, la diminution de la faune et de la flore et la pollution de l'air et de l'eau que causeraient les activités agro-industrielles de la Sosucam,.
En février 2022, une grève des ouvriers saisonniers agricoles pour dénoncer des licenciements abusifs et leurs conditions de travail est violemment réprimée. En février 2025, un mouvement de grève similaire au précédent est fortement réprimé par la police qui tire à balle réelle et cause la mort d'au moins un travailleur et plusieurs blessés,,,. La députée européenne Marina Mesure dénonce la répression contre les conditions de travail des employés de la société.